# Sette meraviglie dell'Ucraina
Le Sette meraviglie dell'Ucraina sono i sette luoghi risultati vincitori di un concorso tenutosi nel 2007, su iniziativa del deputato della Verchovna Rada Mykola Tomenko.
Le modalità di scelta dei siti sono state rappresentate da due tipi di voto: quello via internet da parte dei cittadini e quello di un gruppo di esperti. La lista iniziale comprendeva 100 luoghi, poi ridotti a 21.
Nell'edizione del successivo anno il concorso fu invece mirato ad individuare le sette meraviglie naturali dell'Ucraina.

## Le sette meraviglie
| Nome                      | Zona                     | Foto |
| ------------------------- | ------------------------ | ---- |
| Sofiïvka                  | Uman'                    |      |
| Monastero delle Grotte    | Kiev                     |      |
| Kam"janec'-Podil's'kyj    | Oblast' di Chmel'nyc'kyj |      |
| Chortycja                 | Oblast' di Zaporižžja    |      |
| Cherson                   | Sebastopoli              |      |
| Cattedrale di Santa Sofia | Kiev                     |      |
| Fortezza di Chotyn        | Oblast' di Černivci      |      |

## Altri luoghi candidati
| Nome                                       | Zona                        | Foto |
| ------------------------------------------ | --------------------------- | ---- |
| Počaïvs'ka Lavra                           | Oblast' di Ternopil'        |      |
| Svjatohirs'ka Lavra                        | Oblast' di Donec'k          |      |
| Castello di Luc'k                          | Oblast' di Volinia          |      |
| Castello di Oles'ko                        | Oblast' di Leopoli          |      |
| castello di Ostroh                         | Oblast' di Rivne            |      |
| Castello Palanok                           | Oblast' di Transcarpazia    |      |
| Palazzo di Livadija                        | Crimea                      |      |
| Deržprom                                   | Oblast' di Charkiv          |      |
| Teatro dell'Opera e del Balletto di Odessa | Oblast' di Odessa           |      |
| Museo della pysanka                        | Oblast' di Ivano-Frankivs'k |      |
| Riserva Nazionale Ševčenko                 | Oblast' di Čerkasy          |      |
| Riserva di Perejaslav                      | Oblast' di Kiev             |      |
| Kam"jana Mohyla                            | Oblast' di Zaporižžja       |      |
| Grotte di Sant'Antonio                     | Oblast' di Černihiv         |      |